# Patu bispina
Patu bispina is een spinnensoort uit de familie Symphytognathidae. De soort komt voor in Vietnam.